# فرانسیس ارل جانستون
فرانسیس ارل جانستون (انگلیسی: Francis Earl Johnston; ۱ اکتبر ۱۸۷۱ – ۷ اوت ۱۹۱۷) فرد نظامی اهل نیوزیلند بود. وی همچنین برندهٔ جوایزی همچون نشان حمام شده‌است.